# PDC Pro Tour 2025
De PDC Pro Tour 2025 is een reeks van dartstoernooien die worden georganiseerd door de Professional Darts Corporation (PDC). Deze tour bestaat uit  2 toernooiseries: de Professional Dart Players Association (PDPA) Players Championships en de European Tour events. In 2025 is het aantal Players Championships verhoogd van 30 naar 34, de Europese Tour gaat van 13 naar 14 toernooien.
Beide toernooiseries worden niet uitgezonden op televisie, in tegenstelling tot de hoofdtoernooien. Ze zijn wel te volgen via de streamingkanalen van de PDC. Daarnaast worden alle European Tours gestreamd op Viaplay in Nederland.

## Prijzengeld
Het prijzengeld blijft ten opzichte van 2024 gelijk. Het prijzengeld voor beide toernooiseries telt mee voor de algemene PDC Order of Merit en voor de PDC Pro Tour Order of Merit. Het prijzengeld van de Players Championships telt mee voor de Players Championships Order of Merit, waarvan de top 64 zich plaatst voor het hoofdtoernooi Players Championships Finals 2025. Het prijzengeld van de European Tours telt mee voor de European Tour Order of Merit, waarvan de top 32 zich plaatst voor het hoofdtoernooi European Darts Championship 2025.
| Plaats          | Players Championships | Totaal      |
| --------------- | --------------------- | ----------- |
| Winnaar         | £ 15.000              | £ 450.000   |
| Runner-up       | £ 10.000              | £ 300.000   |
| Halvefinalisten | £ 5.000               | £ 300.000   |
| Kwartfinalisten | £ 3.500               | £ 420.000   |
| Laatste 16      | £ 2.500               | £ 600.000   |
| Laatste 32      | £ 1.500               | £ 720.000   |
| Laatste 64      | £ 1.000               | £ 960.000   |
| Totaal          | £ 125.000             | £ 3.750.000 |

| Plaats          | European Tours | Totaal      |
| --------------- | -------------- | ----------- |
| Winnaar         | £ 30.000       | £ 390.000   |
| Runner-up       | £ 12.000       | £ 250.000   |
| Halvefinalisten | £ 8.500        | £ 221.000   |
| Kwartfinalisten | £ 6.000        | £ 312.000   |
| Laatste 16      | £ 4.000        | £ 416.000   |
| Laatste 32      | £ 2.500        | £ 520.000   |
| Laatste 48      | £ 1.250        | £ 260.000   |
| Totaal          | £ 175.000      | £ 2.275.000 |

## PDC Pro Tour Card
Aan 128 spelers werden Tour Cards toegekend, waarmee zij deel mogen nemen aan alle Players Championships, UK Open en European Tour Qualifiers. De Tour Card geldt voor 2 jaar. Bereikt de speler in deze periode de top 64 van de PDC Order of Merit, behouden ze hun Tour Card.

### Tour Cards
Zie ook Lijst van darters met een PDC Tourkaart 2025.
De 2025 Tour Cards werden toegekend aan:
- (64) De top 64 spelers van de PDC Order of Merit na het PDC World Darts Championship 2025.
  - Steve Beaton leverde zijn Tour Card in, waardoor de nummer 65 (Nick Kenny) automatisch verzekerd was van een plaats.
- (28) 28 qualifiers van de Q-School 2024 die niet in de top 64 van de PDC Order of Merit stonden na het WK (deze spelers gaan het tweede jaar van hun Tour Card in).
  - Leighton Bennett werd voor acht jaar geschorst wegens matchfixing, waardoor er een extra Tour Card beschikbaar was tijdens de Q-School.
  - Paul Krohne leverde zijn Tour Card in, waardoor er een extra Tour Card beschikbaar was tijdens de Q-School.
- (2) De twee hoogste qualifiers van de Challenge Tour 2023 (Berry van Peer en Owen Bates) (deze spelers gaan het tweede jaar van hun Tour Card in).
- (1) De hoogste qualifier van de Development Tour 2023 (Nathan Rafferty) (deze speler gaat het tweede jaar van zijn Tour Card in).
  - Wessel Nijman behaalde zijn Tour Card via deze weg, maar stond in de top 64 van de PDC Order of Merit, waardoor er een extra Tour Card beschikbaar was tijdens de Q-School.
- (2) De twee hoogste qualifiers van de Challenge Tour 2024 (Wesley Plaisier en Christian Kist).
  - Connor Scutt behaalde zijn Tour Card via deze weg, maar stond in de top 64 van de PDC Order of Merit, waardoor de Tour Card doorschoof naar Kist.
- (2) De twee hoogste qualifiers van de Development Tour 2024 (Niko Springer en Sebastian Białecki).
- (8) De 8 dagwinnaars van de Q-School 2025.
- (21) De 21 qualifiers van de Q-School Order of Merit, waarmee het maximum aantal van 128 Pro Tour Card spelers werd bereikt.

### Q-School
De PDC Pro Tour Qualifying School (of Q–School) was verdeeld over twee delen. Aan de UK Q-School (gehouden in Milton Keynes) doen de Britse en Ierse spelers mee. Aan de European Q-School (gehouden in Kalkar) doen de rest van de Europese spelers mee. Niet-Europese spelers kozen zelf aan welke Q-School ze wilden deelnemen. 
Er waren twee fasen in de Q-School:
- Aan de First Stage (gespeeld tussen 6 en 8 januari) kon iedereen deelnemen die zich registreerde voor de Q-School. De acht kwartfinalisten van elk van de drie dagen kwalificeerden zich voor de Final Stage, samen met andere spelers die uit een First Stage-Order of Merit kwamen, om een volledige lijst van 128 spelers voor zowel de UK als de EU Final Stage te produceren.
- De Final Stage (gehouden tussen 9 en 12 januari) bestond uit alle spelers die zich kwalificeerden via de First Stage plus spelers die waren vrijgesteld voor de Final Stage. Dit waren de spelers die hun PDC Tour Cards verloren na het World Championship 2025, en degenen die van de derde tot en met de zestiende plaats eindigden in de Challenge Tour en Development Tour Orders of Merit van 2024 (en nog geen PDC Tour Cards hadden, de plekken schoven dus door). De winnaar van elke dag van de Final Stage kreeg een PDC Tour Card.

Dit jaar namen er 877 spelers deel aan Q-School. 498 spelers bij de EU Q-School (24 daarvan begonnen direct in de Final Stage) en 379 spelers bij de UK Q-School (25 daarvan begonnen direct in de Final Stage). 
| Datum      | Toernooi    | Plaats                        | Qualifiers         | Bron   |
| ---------- | ----------- | ----------------------------- | ------------------ | ------ |
| 9 januari  | EU Q-School | Kalkar, Wunderland Kalkar     | Viktor Tingström   | [ 4 ]  |
| 10 januari | EU Q-School | Kalkar, Wunderland Kalkar     | Kai Gotthardt      | [ 5 ]  |
| 11 januari | EU Q-School | Kalkar, Wunderland Kalkar     | Dennie Olde Kalter | [ 6 ]  |
| 12 januari | EU Q-School | Kalkar, Wunderland Kalkar     | Maik Kuivenhoven   | [ 7 ]  |
| 9 januari  | UK Q-School | Milton Keynes, Marshall Arena | Tom Bissell        | [ 8 ]  |
| 10 januari | UK Q-School | Milton Keynes, Marshall Arena | Justin Hood        | [ 9 ]  |
| 11 januari | UK Q-School | Milton Keynes, Marshall Arena | Tavis Dudeney      | [ 10 ] |
| 12 januari | UK Q-School | Milton Keynes, Marshall Arena | Jim Long           | [ 11 ] |

Deze acht dagwinnaars kregen een Tour Card voor 2025 en 2026. Er werd ook een Order of Merit voor iedere Q-School gemaakt. Iedere speler die in de Final Stage voorbij de tweede ronde kwam kreeg voor elke gewonnen partij één punt. Op basis van deze Q-School Order of Merit werden nog 21 Tour Cards verdeeld, 12 daarvan via de EU Q-School en 9 via de UK Q-School (verdeeld naar het aantal deelnemers).
Eindstand EU Q-School Order of Merit
1. Cor Dekker
2. Pero Ljubić
3. Karel Sedláček
4. Oskar Lukasiak
5. Tytus Kanik
6. Rusty-Jake Rodriguez
7. Dominik Grüllich
8. Stefaan Henderyck
9. Maximilian Czerwinski
10. Max Hopp
11. Leon Weber
12. Marvin van Velzen

Eindstand UK Q-School Order of Merit
1. Bradley Brooks
2. Darryl Pilgrim
3. Greg Ritchie
4. Adam Lipscombe
5. Adam Paxton
6. Cameron Crabtree
7. Adam Warner
8. Andy Boulton
9. Thomas Lovely

## PDC Players Championships
Aan de Players Championships toernooien, ook wel vloertoernooien genoemd, nemen alle 128 Tour Card-houders deel. Als er spelers afzeggen, wordt de deelnemerslijst aangevuld met de hoogstgeplaatste spelers op de Challenge Tour.
Dit jaar is het aantal Players Championships verhoogd van 30 naar 34. Met het gewonnen prijzengeld wordt de Players Championships Order of Merit opgemaakt, waarvan de top 64 zich plaatst voor het hoofdtoernooi Players Championships Finals 2025.
| Num. | Datum                 | Plaats                          | Winnaar                     | Score | Runner-up                     | Bron   | Negendarter                                       |
| ---- | --------------------- | ------------------------------- | --------------------------- | ----- | ----------------------------- | ------ | ------------------------------------------------- |
| 1    | Maandag 10 februari   | Wigan, Robin Park Tennis Centre | Rob Cross (104.60)          | 8 – 3 | (94.26) Joe Cullen            | [ 13 ] |                                                   |
| 2    | Dinsdag 11 februari   | Wigan, Robin Park Tennis Centre | Gerwyn Price (99.58)        | 8 – 7 | (101.83) Chris Dobey          | [ 14 ] |                                                   |
| 3    | Maandag 17 februari   | Rosmalen, Autotron              | Chris Dobey (100.87)        | 8 – 4 | (87.34) Jelle Klaasen         | [ 15 ] |                                                   |
| 4    | Dinsdag 18 februari   | Rosmalen, Autotron              | Ryan Searle (100.76)        | 8 – 3 | (96.99) Cameron Menzies       | [ 16 ] |                                                   |
| 5    | Dinsdag 11 maart      | Leicester, Mattioli Arena       | Joe Cullen (104.18)         | 8 – 7 | (100.33) Gian van Veen        | [ 17 ] | Gary Anderson Luke Littler                        |
| 6    | Woensdag 12 maart     | Leicester, Mattioli Arena       | Gian van Veen (97.41)       | 8 – 3 | (97.95) Luke Humphries        | [ 18 ] | Luke Humphries Alan Soutar                        |
| 7    | Maandag 17 maart      | Hildesheim, Halle 39            | Gary Anderson (93.64)       | 8 – 3 | (89.58) Adam Lipscombe        | [ 19 ] | Ryan Searle Dirk van Duijvenbode William O'Connor |
| 8    | Dinsdag 18 maart      | Hildesheim, Halle 39            | Martin Schindler (86.57)    | 8 – 1 | (78.31) Jeffrey de Graaf      | [ 20 ] | Lukas Wenig                                       |
| 9    | Maandag 31 maart      | Leicester, Mattioli Arena       | Gerwyn Price (94.67)        | 8 – 4 | (96.99) Ian White             | [ 21 ] | Gary Anderson                                     |
| 10   | Dinsdag 1 april       | Leicester, Mattioli Arena       | Josh Rock (95.56)           | 8 – 4 | (92.90) Cameron Menzies       | [ 22 ] |                                                   |
| 11   | Dinsdag 8 april       | Leicester, Mattioli Arena       | Cameron Menzies (107.25)    | 8 – 3 | (103.45) Peter Wright         | [ 23 ] |                                                   |
| 12   | Woensdag 9 april      | Leicester, Mattioli Arena       | Gerwyn Price (101.39)       | 8 – 7 | (110.70) Josh Rock            | [ 24 ] | Josh Rock                                         |
| 13   | Maandag 14 april      | Rosmalen, Autotron              | Damon Heta (94.91)          | 8 – 6 | (88.45) Nathan Aspinall       | [ 25 ] | Wessel Nijman                                     |
| 14   | Dinsdag 15 april      | Rosmalen, Autotron              | Jonny Clayton (109.68)      | 8 – 2 | (92.24) Dominik Grüllich      | [ 26 ] | Ross Smith                                        |
| 15   | Maandag 12 mei        | Hildesheim, Halle 39            | Krzysztof Ratajski (101.73) | 8 – 4 | (98.39) Dave Chisnall         | [ 27 ] | Luke Woodhouse Dave Chisnall                      |
| 16   | Dinsdag 13 mei        | Hildesheim, Halle 39            | Ross Smith (104.56)         | 8 – 0 | (93.86) Brendan Dolan         | [ 28 ] | Ross Smith (2x)                                   |
| 17   | Dinsdag 17 juni       | Leicester, Mattioli Arena       | Chris Dobey (98.69)         | 8 – 7 | (102.40) Dirk van Duijvenbode | [ 29 ] |                                                   |
| 18   | Woensdag 18 juni      | Leicester, Mattioli Arena       | Stephen Bunting (104.84)    | 8 – 5 | (99.65) Jermaine Wattimena    | [ 30 ] |                                                   |
| 19   | Donderdag 19 juni     | Leicester, Mattioli Arena       | James Wade (101.52)         | 8 – 3 | (99.58) Scott Williams        | [ 31 ] |                                                   |
| 20   | Dinsdag 8 juli        | Leicester, Mattioli Arena       | Damon Heta (98.86)          | 8 – 7 | (102.09) Stephen Bunting      | [ 32 ] | Josh Rock Leon Weber Stephen Bunting              |
| 21   | Woensdag 9 juli       | Leicester, Mattioli Arena       | Bradley Brooks (96.46)      | 8 – 5 | (100.73) Gerwyn Price         | [ 33 ] | Dirk van Duijvenbode                              |
| 22   | Dinsdag 29 juli       | Hildesheim, Halle 39            | Sebastian Białecki (91.78)  | 8 – 6 | (90.03) Niels Zonneveld       | [ 34 ] |                                                   |
| 23   | Woensdag 30 juli      | Hildesheim, Halle 39            | Jermaine Wattimena (95.52)  | 8 – 5 | (93.56) Lukas Wenig           | [ 35 ] | Gian van Veen                                     |
| 24   | Maandag 25 augustus   | Milton Keynes, Marshall Arena   |                             | –     |                               | [ 36 ] |                                                   |
| 25   | Dinsdag 26 augustus   | Milton Keynes, Marshall Arena   |                             | –     |                               | [ 37 ] |                                                   |
| 26   | Dinsdag 9 september   | Hildesheim, Halle 39            |                             | –     |                               |        |                                                   |
| 27   | Woensdag 10 september | Hildesheim, Halle 39            |                             | –     |                               |        |                                                   |
| 28   | Dinsdag 30 september  | Leicester, Mattioli Arena       |                             | –     |                               |        |                                                   |
| 29   | Woensdag 1 oktober    | Leicester, Mattioli Arena       |                             | –     |                               |        |                                                   |
| 30   | Donderdag 2 oktober   | Leicester, Mattioli Arena       |                             | –     |                               |        |                                                   |
| 31   | Dinsdag 14 oktober    | Wigan, Robin Park Tennis Centre |                             | –     |                               |        |                                                   |
| 32   | Woensdag 15 oktober   | Wigan, Robin Park Tennis Centre |                             | –     |                               |        |                                                   |
| 33   | Woensdag 29 oktober   | Wigan, Robin Park Tennis Centre |                             | –     |                               |        |                                                   |
| 34   | Donderdag 30 oktober  | Wigan, Robin Park Tennis Centre |                             | –     |                               |        |                                                   |

## PDC European Tour
Bij de European Tour toernooien plaatsen de top 16 van de PDC Order of Merit en de top 16 van de PDC Pro Tour Order of Merit zich automatisch. De overige 16 plekken komen via diverse kwalificatietoernooien; voor Tour Card-houders, voor spelers uit de PDC Nordic & Baltic-regio en voor darters uit het land waarin het toernooi gehouden wordt (de Host Nation qualifiers).
Dit jaar is het aantal European Tours verhoogd van 13 naar 14. Een verandering ten opzichte van het voorgaande jaar is dat de beste 16 van de tweejarige PDC Order of Merit-ranglijst nu als geplaatste spelers automatisch starten in de tweede ronde, terwijl de 16 gekwalificeerden van de éénjarige PDC Pro Tour Order of Merit-ranglijst niet worden geplaatst en in de eerste ronde moeten starten. Met het gewonnen prijzengeld wordt de European Tour Order of Merit opgemaakt, waarvan de top 32 zich plaatst voor het hoofdtoernooi European Darts Championship 2025.
| Nr.  | Datum           | Evenement                 | Plaats                       | Winnaar                    | Uitslag | Runner-up               | Bron   | Negendarter        |
| ---- | --------------- | ------------------------- | ---------------------------- | -------------------------- | ------- | ----------------------- | ------ | ------------------ |
| ET1  | 7-9 maart       | Belgian Darts Open        | Wieze, Oktoberhallen         | Luke Littler (102.87)      | 8 – 5   | (92.25) Mike De Decker  | [ 40 ] |                    |
| ET2  | 21-23 maart     | European Darts Trophy     | Göttingen, Lokhalle          | Nathan Aspinall (98.19)    | 8 – 4   | (93.71) Ryan Joyce      | [ 41 ] |                    |
| ET3  | 4-6 april       | International Darts Open  | Riesa, SACHSENarena          | Stephen Bunting (100.19)   | 8 – 5   | (91.36) Nathan Aspinall | [ 42 ] |                    |
| ET4  | 19-21 april     | German Darts Grand Prix   | München, Zenith              | Michael van Gerwen (95.98) | 8 – 5   | (96.53) Gian van Veen   | [ 43 ] | Michael van Gerwen |
| ET5  | 25-27 april     | Austrian Darts Open       | Premstätten, Steiermarkhalle | Martin Schindler (93.66)   | 8 – 4   | (91.36) Ross Smith      | [ 44 ] |                    |
| ET6  | 2-4 mei         | European Darts Grand Prix | Sindelfingen, Glaspalast     | Gary Anderson (92.49)      | 8 – 0   | (85.59) Andrew Gilding  | [ 45 ] |                    |
| ET7  | 23-25 mei       | Dutch Darts Championship  | Rosmalen, Autotron           | Jonny Clayton (98.69)      | 8 – 6   | (98.54) Niko Springer   | [ 46 ] |                    |
| ET8  | 30 mei - 1 juni | European Darts Open       | Leverkusen, Ostermann-Arena  | Nathan Aspinall (100.43)   | 8 – 6   | (97.17) Damon Heta      | [ 47 ] |                    |
| ET9  | 11-13 juli      | Baltic Sea Darts Open     | Kiel, Wunderino Arena        | Gerwyn Price (91.92)       | 8 – 3   | (89.80) Gary Anderson   | [ 48 ] |                    |
| ET10 | 29-31 augustus  | Flanders Darts Trophy     | Antwerpen, Antwerp Expo      |                            | –       |                         |        |                    |
| ET11 | 5-7 september   | Czech Darts Open          | Praag, PVA Expo              |                            | –       |                         |        |                    |
| ET12 | 19-21 september | Hungarian Darts Trophy    | Boedapest, MVM Dome          |                            | –       |                         |        |                    |
| ET13 | 26-28 september | Swiss Darts Trophy        | Bazel, St. Jakobshalle       |                            | –       |                         |        |                    |
| ET14 | 17-19 oktober   | German Darts Championship | Hildesheim, Halle 39         |                            | –       |                         |        |                    |

## Secundaire PDC-Tours
Deze tours vallen officieel niet onder de PDC Pro Tour. Maar omdat zij ook onder de vlag van de PDC georganiseerd worden en dicht tegen het professionele circuit zitten omdat er doorstroom vanuit de tours zijn, worden ze in dit artikel meegenomen. De PDC betitelt deze 3 tours als de Secondary Tours.

### PDC Challenge Tour
De PDC Challenge Tour is toegankelijk voor alle PDPA-leden die tijdens de Q-School geen Tour Card wisten te bemachtigen. De tour bestaat uit 24 toernooien, verdeeld over 5 weekenden. De Challenge Tour Order of Merit wordt gebruikt om Players Championship-evenementen aan te vullen, mochten niet alle 128 tourkaarthouders ervoor kiezen om mee te doen.
De top twee van de Challenge Tour Order of Merit krijgen een tourkaart voor twee jaar, waarmee zij kunnen deelnemen aan de PDC Pro Tour 2026 en 2027. De top drie van de Challenge Tour Order of Merit mag deelnemen aan het PDC World Darts Championship 2026. De winnaar van de Order of Merit mag deelnemen aan de Grand Slam of Darts 2025. Bovendien kwalificeren de top 8 spelers van de Challenge Tour Order of Merit 2025 (die geen Tour Card hebben voor het seizoen 2026) zich voor de eerste ronde van de UK Open 2026. In alle gevallen geldt dat als de speler via een andere weg al een Tour Card of plek heeft gekregen, die doorschuift naar de volgende op de ranking.
| #  | Datum                | Plaats                          | Winnaar                     | Legs  | Runner-Up                    | Bron   | Negendarter         |
| -- | -------------------- | ------------------------------- | --------------------------- | ----- | ---------------------------- | ------ | ------------------- |
| 1  | Vrijdag 17 januari   | Milton Keynes, Marshall Arena   | Beau Greaves (94.49)        | 5 – 4 | (88.85) Stefan Bellmont      | [ 49 ] |                     |
| 2  | Vrijdag 17 januari   | Milton Keynes, Marshall Arena   | Carl Sneyd (91.86)          | 5 – 1 | (87.56) Tommy Lishman        | [ 50 ] |                     |
| 3  | Zaterdag 18 januari  | Milton Keynes, Marshall Arena   | Beau Greaves (101.55)       | 5 – 0 | (90.46) John Henderson       | [ 51 ] |                     |
| 4  | Zaterdag 18 januari  | Milton Keynes, Marshall Arena   | Darius Labanauskas (87.17)  | 5 – 3 | (91.23) Mervyn King          | [ 52 ] | Ted Evetts          |
| 5  | Zondag 19 januari    | Milton Keynes, Marshall Arena   | Stefan Bellmont (95.80)     | 5 – 1 | (84.17) Danny Jansen         | [ 53 ] |                     |
| 6  | Vrijdag 14 maart     | Hildesheim, Halle 39            | Dragutin Horvat (97.30)     | 5 – 4 | (91.05) Ted Evetts           | [ 54 ] |                     |
| 7  | Vrijdag 14 maart     | Hildesheim, Halle 39            | Darius Labanauskas (81.80)  | 5 – 2 | (70.61) Keegan Brown         | [ 55 ] |                     |
| 8  | Zaterdag 15 maart    | Hildesheim, Halle 39            | Darius Labanauskas (92.58)  | 5 – 4 | (90.64) Scott Waites         | [ 56 ] |                     |
| 9  | Zaterdag 15 maart    | Hildesheim, Halle 39            | Ted Evetts (94.91)          | 5 – 1 | (88.71) Michael Unterbuchner | [ 57 ] |                     |
| 10 | Zondag 16 maart      | Hildesheim, Halle 39            | Scott Campbell (91.59)      | 5 – 3 | (84.97) Dan Hands            | [ 58 ] |                     |
| 11 | Vrijdag 2 mei        | Milton Keynes, Marshall Arena   | Mervyn King (101.55)        | 5 – 0 | (89.48) Henry Coates         | [ 59 ] |                     |
| 12 | Vrijdag 2 mei        | Milton Keynes, Marshall Arena   | Jamai van den Herik (92.89) | 5 – 2 | (90.83) Graham Hall          | [ 60 ] | Jamai van den Herik |
| 13 | Zaterdag 3 mei       | Milton Keynes, Marshall Arena   | Danny van Trijp (90.21)     | 5 – 2 | (88.96) Graham Hall          | [ 61 ] |                     |
| 14 | Zaterdag 3 mei       | Milton Keynes, Marshall Arena   | Stefan Bellmont (85.07)     | 5 – 3 | (79.52) Keegan Brown         | [ 62 ] |                     |
| 15 | Zondag 4 mei         | Milton Keynes, Marshall Arena   | Jack Tweddell (92.94)       | 5 – 1 | (91.21) Mervyn King          | [ 63 ] |                     |
| 16 | Vrijdag 15 augustus  | Leicester, Mattioli Arena       | Joe Hunt (85.52)            | 5 – 4 | (88.77) Derek Maclean        | [ 64 ] |                     |
| 17 | Vrijdag 15 augustus  | Leicester, Mattioli Arena       | Lee Cocks (82.65)           | 5 – 3 | (87.00) Jack Tweddell        | [ 65 ] |                     |
| 18 | Zaterdag 16 augustus | Leicester, Mattioli Arena       | David Davies (91.50)        | 5 – 3 | (86.17) Alexander Merkx      | [ 66 ] |                     |
| 19 | Zaterdag 16 augustus | Leicester, Mattioli Arena       | Jamai van den Herik (96.11) | 5 – 4 | (89.34) Jenson Walker        | [ 67 ] |                     |
| 20 | Zondag 17 augustus   | Leicester, Mattioli Arena       | Scott Waites (100.38)       | 5 – 2 | (98.51) Michael Unterbuchner | [ 68 ] |                     |
| 21 | Zaterdag 11 oktober  | Wigan, Robin Park Tennis Centre |                             | –     |                              |        |                     |
| 22 | Zaterdag 11 oktober  | Wigan, Robin Park Tennis Centre |                             | –     |                              |        |                     |
| 23 | Zondag 12 oktober    | Wigan, Robin Park Tennis Centre |                             | –     |                              |        |                     |
| 24 | Zondag 12 oktober    | Wigan, Robin Park Tennis Centre |                             | –     |                              |        |                     |

### PDC Development Tour
De PDC Development Tour is toegankelijk voor spelers van 16 tot en met 23 jaar (die niet in de top 32 van de PDC Order of Merit staan). De tour bestaat uit 24 toernooien, verdeeld over 5 weekenden.
De top twee van de PDC Development Tour Order of Merit krijgen een Tour Card waarmee zij kunnen deelnemen aan de PDC Pro Tour 2026 en 2027. De top drie van de PDC Development Tour Order of Merit mag deelnemen aan het PDC World Darts Championship 2026. De winnaar van de Order of Merit mag deelnemen aan de Grand Slam of Darts 2025. Bovendien kwalificeren de top 8 spelers van de Development Tour Order of Merit 2025 (die geen Tour Card hebben voor het seizoen 2026) zich voor de eerste ronde van de UK Open 2026. In alle gevallen geldt dat als de speler via een andere weg al een Tour Card of plek heeft gekregen, die doorschuift naar de volgende op de ranking. Tenslotte vormt de ranglijst van de Development Tour voor een groot deel van de kwalificatie voor het PDC World Youth Championship 2025. 
| #  | Datum                | Plaats                          | Winnaar                      | Legs  | Runner-Up                     | Bron   | Negendarter    |
| -- | -------------------- | ------------------------------- | ---------------------------- | ----- | ----------------------------- | ------ | -------------- |
| 1  | Vrijdag 21 februari  | Milton Keynes, Marshall Arena   | Sebastian Białecki (89.34)   | 5 – 2 | (92.89) Owen Bates            | [ 69 ] |                |
| 2  | Vrijdag 21 februari  | Milton Keynes, Marshall Arena   | Beau Greaves (91.54)         | 5 – 3 | (88.77) Levy Frauenfelder     | [ 70 ] |                |
| 3  | Zaterdag 22 februari | Milton Keynes, Marshall Arena   | Owen Bates (85.59)           | 5 – 2 | (90.00) Charlie Manby         | [ 71 ] |                |
| 4  | Zaterdag 22 februari | Milton Keynes, Marshall Arena   | Beau Greaves (97.68)         | 5 – 2 | (96.58) James Beeton          | [ 72 ] |                |
| 5  | Zondag 23 februari   | Milton Keynes, Marshall Arena   | Bradly Roes (83.11)          | 5 – 2 | (76.01) Oliver Pearce-Burgess | [ 73 ] |                |
| 6  | Vrijdag 28 maart     | Leicester, Mattioli Arena       | Beau Greaves (100.68)        | 5 – 3 | (89.06) Henry Coates          | [ 74 ] |                |
| 7  | Vrijdag 28 maart     | Leicester, Mattioli Arena       | Ryan Branley (86.26)         | 5 – 4 | (94.47) Dominik Grüllich      | [ 75 ] |                |
| 8  | Zaterdag 29 maart    | Leicester, Mattioli Arena       | Patrik Williams (85.88)      | 5 – 2 | (83.06) Nathan Potter         | [ 76 ] |                |
| 9  | Zaterdag 29 maart    | Leicester, Mattioli Arena       | Owen Bates (99.43)           | 5 – 2 | (91.00) Leon Weber            | [ 77 ] |                |
| 10 | Zondag 30 maart      | Leicester, Mattioli Arena       | Dominik Grüllich (98.88)     | 5 – 0 | (91.30) Leon Weber            | [ 78 ] |                |
| 11 | Vrijdag 9 mei        | Hildesheim, Halle 39            | Cameron Crabtree (92.52)     | 5 – 2 | (90.14) Adam Gawlas           | [ 79 ] |                |
| 12 | Vrijdag 9 mei        | Hildesheim, Halle 39            | Jannis Barkhausen (82.35)    | 5 – 2 | (81.98) Owen Bates            | [ 80 ] | Mason Whitlock |
| 13 | Zaterdag 10 mei      | Hildesheim, Halle 39            | Cameron Crabtree (89.70)     | 5 – 1 | (77.42) Patrik Williams       | [ 81 ] |                |
| 14 | Zaterdag 10 mei      | Hildesheim, Halle 39            | Jurjen van der Velde (91.85) | 5 – 4 | (86.60) Henry Coates          | [ 82 ] |                |
| 15 | Zondag 11 mei        | Hildesheim, Halle 39            | Cameron Crabtree (90.54)     | 5 – 0 | (77.33) Jenson Walker         | [ 83 ] |                |
| 16 | Vrijdag 5 september  | Wigan, Robin Park Tennis Centre |                              | –     |                               |        |                |
| 17 | Vrijdag 5 september  | Wigan, Robin Park Tennis Centre |                              | –     |                               |        |                |
| 18 | Zaterdag 6 september | Wigan, Robin Park Tennis Centre |                              | –     |                               |        |                |
| 19 | Zaterdag 6 september | Wigan, Robin Park Tennis Centre |                              | –     |                               |        |                |
| 20 | Zondag 7 september   | Wigan, Robin Park Tennis Centre |                              | –     |                               |        |                |
| 21 | Vrijdag 11 oktober   | Wigan, Robin Park Tennis Centre |                              | –     |                               |        |                |
| 22 | Vrijdag 11 oktober   | Wigan, Robin Park Tennis Centre |                              | –     |                               |        |                |
| 23 | Zaterdag 12 oktober  | Wigan, Robin Park Tennis Centre |                              | –     |                               |        |                |
| 24 | Zaterdag 12 oktober  | Wigan, Robin Park Tennis Centre |                              | –     |                               |        |                |

### World Youth Championship
De voorronden van het World Youth Championship 2025 worden gehouden op 13 oktober 2025 in het Robin Park Tennis Centre, Wigan, terwijl de finale op 23 november 2025 wordt gehouden in Butlin's Minehead, Minehead, als onderdeel van de Players Championship Finals 2025. De winnaar van het PDC World Youth Championship kwalificeert zich voor het PDC World Darts Championship 2026.
|  | Derde ronde (best of 11 legs) Maandag 13 oktober | Derde ronde (best of 11 legs) Maandag 13 oktober | Derde ronde (best of 11 legs) Maandag 13 oktober |  |  | Kwartfinale (best of 11 legs) Maandag 13 oktober | Kwartfinale (best of 11 legs) Maandag 13 oktober | Kwartfinale (best of 11 legs) Maandag 13 oktober |  |  | Halve finale (best of 11 legs) Maandag 13 oktober | Halve finale (best of 11 legs) Maandag 13 oktober | Halve finale (best of 11 legs) Maandag 13 oktober |  |  | Finale (best of 11 legs) Zondag 23 november | Finale (best of 11 legs) Zondag 23 november | Finale (best of 11 legs) Zondag 23 november |
|  |                                                  |                                                  |                                                  |  |  |                                                  |                                                  |                                                  |  |  |                                                   |                                                   |                                                   |  |  |                                             |                                             |                                             |
|  |                                                  |                                                  |                                                  |  |  |                                                  |                                                  |                                                  |  |  |                                                   |                                                   |                                                   |  |  |                                             |                                             |                                             |
|  |                                                  |                                                  |                                                  |  |  |                                                  |                                                  |                                                  |  |  |                                                   |                                                   |                                                   |  |  |                                             |                                             |                                             |
|  |                                                  |                                                  |                                                  |  |  |                                                  |                                                  |                                                  |  |  |                                                   |                                                   |                                                   |  |  |                                             |                                             |                                             |
|  |                                                  |                                                  |                                                  |  |  |                                                  |                                                  |                                                  |  |  |                                                   |                                                   |                                                   |  |  |                                             |                                             |                                             |
|  |                                                  |                                                  |                                                  |  |  |                                                  |                                                  |                                                  |  |  |                                                   |                                                   |                                                   |  |  |                                             |                                             |                                             |
|  |                                                  |                                                  |                                                  |  |  |                                                  |                                                  |                                                  |  |  |                                                   |                                                   |                                                   |  |  |                                             |                                             |                                             |
|  |                                                  |                                                  |                                                  |  |  |                                                  |                                                  |                                                  |  |  |                                                   |                                                   |                                                   |  |  |                                             |                                             |                                             |
|  |                                                  |                                                  |                                                  |  |  |                                                  |                                                  |                                                  |  |  |                                                   |                                                   |                                                   |  |  |                                             |                                             |                                             |
|  |                                                  |                                                  |                                                  |  |  |                                                  |                                                  |                                                  |  |  |                                                   |                                                   |                                                   |  |  |                                             |                                             |                                             |
|  |                                                  |                                                  |                                                  |  |  |                                                  |                                                  |                                                  |  |  |                                                   |                                                   |                                                   |  |  |                                             |                                             |                                             |
|  |                                                  |                                                  |                                                  |  |  |                                                  |                                                  |                                                  |  |  |                                                   |                                                   |                                                   |  |  |                                             |                                             |                                             |
|  |                                                  |                                                  |                                                  |  |  |                                                  |                                                  |                                                  |  |  |                                                   |                                                   |                                                   |  |  |                                             |                                             |                                             |
|  |                                                  |                                                  |                                                  |  |  |                                                  |                                                  |                                                  |  |  |                                                   |                                                   |                                                   |  |  |                                             |                                             |                                             |
|  |                                                  |                                                  |                                                  |  |  |                                                  |                                                  |                                                  |  |  |                                                   |                                                   |                                                   |  |  |                                             |                                             |                                             |
|  |                                                  |                                                  |                                                  |  |  |                                                  |                                                  |                                                  |  |  |                                                   |                                                   |                                                   |  |  |                                             |                                             |                                             |
|  |                                                  |                                                  |                                                  |  |  |                                                  |                                                  |                                                  |  |  |                                                   |                                                   |                                                   |  |  |                                             |                                             |                                             |
|  |                                                  |                                                  |                                                  |  |  |                                                  |                                                  |                                                  |  |  |                                                   |                                                   |                                                   |  |  |                                             |                                             |                                             |
|  |                                                  |                                                  |                                                  |  |  |                                                  |                                                  |                                                  |  |  |                                                   |                                                   |                                                   |  |  |                                             |                                             |                                             |
|  |                                                  |                                                  |                                                  |  |  |                                                  |                                                  |                                                  |  |  |                                                   |                                                   |                                                   |  |  |                                             |                                             |                                             |
|  |                                                  |                                                  |                                                  |  |  |                                                  |                                                  |                                                  |  |  |                                                   |                                                   |                                                   |  |  |                                             |                                             |                                             |
|  |                                                  |                                                  |                                                  |  |  |                                                  |                                                  |                                                  |  |  |                                                   |                                                   |                                                   |  |  |                                             |                                             |                                             |
|  |                                                  |                                                  |                                                  |  |  |                                                  |                                                  |                                                  |  |  |                                                   |                                                   |                                                   |  |  |                                             |                                             |                                             |
|  |                                                  |                                                  |                                                  |  |  |                                                  |                                                  |                                                  |  |  |                                                   |                                                   |                                                   |  |  |                                             |                                             |                                             |
|  |                                                  |                                                  |                                                  |  |  |                                                  |                                                  |                                                  |  |  |                                                   |                                                   |                                                   |  |  |                                             |                                             |                                             |
|  |                                                  |                                                  |                                                  |  |  |                                                  |                                                  |                                                  |  |  |                                                   |                                                   |                                                   |  |  |                                             |                                             |                                             |
|  |                                                  |                                                  |                                                  |  |  |                                                  |                                                  |                                                  |  |  |                                                   |                                                   |                                                   |  |  |                                             |                                             |                                             |
|  |                                                  |                                                  |                                                  |  |  |                                                  |                                                  |                                                  |  |  |                                                   |                                                   |                                                   |  |  |                                             |                                             |                                             |
|  |                                                  |                                                  |                                                  |  |  |                                                  |                                                  |                                                  |  |  |                                                   |                                                   |                                                   |  |  |                                             |                                             |                                             |
|  |                                                  |                                                  |                                                  |  |  |                                                  |                                                  |                                                  |  |  |                                                   |                                                   |                                                   |  |  |                                             |                                             |                                             |
|  |                                                  |                                                  |                                                  |  |  |                                                  |                                                  |                                                  |  |  |                                                   |                                                   |                                                   |  |  |                                             |                                             |                                             |
|  |                                                  |                                                  |                                                  |  |  |                                                  |                                                  |                                                  |  |  |                                                   |                                                   |                                                   |  |  |                                             |                                             |                                             |
|  |                                                  |                                                  |                                                  |  |  |                                                  |                                                  |                                                  |  |  |                                                   |                                                   |                                                   |  |  |                                             |                                             |                                             |
|  |                                                  |                                                  |                                                  |  |  |                                                  |                                                  |                                                  |  |  |                                                   |                                                   |                                                   |  |  |                                             |                                             |                                             |
|  |                                                  |                                                  |                                                  |  |  |                                                  |                                                  |                                                  |  |  |                                                   |                                                   |                                                   |  |  |                                             |                                             |                                             |
|  |                                                  |                                                  |                                                  |  |  |                                                  |                                                  |                                                  |  |  |                                                   |                                                   |                                                   |  |  |                                             |                                             |                                             |
|  |                                                  |                                                  |                                                  |  |  |                                                  |                                                  |                                                  |  |  |                                                   |                                                   |                                                   |  |  |                                             |                                             |                                             |
|  |                                                  |                                                  |                                                  |  |  |                                                  |                                                  |                                                  |  |  |                                                   |                                                   |                                                   |  |  |                                             |                                             |                                             |
|  |                                                  |                                                  |                                                  |  |  |                                                  |                                                  |                                                  |  |  |                                                   |                                                   |                                                   |  |  |                                             |                                             |                                             |
|  |                                                  |                                                  |                                                  |  |  |                                                  |                                                  |                                                  |  |  |                                                   |                                                   |                                                   |  |  |                                             |                                             |                                             |
|  |                                                  |                                                  |                                                  |  |  |                                                  |                                                  |                                                  |  |  |                                                   |                                                   |                                                   |  |  |                                             |                                             |                                             |
|  |                                                  |                                                  |                                                  |  |  |                                                  |                                                  |                                                  |  |  |                                                   |                                                   |                                                   |  |  |                                             |                                             |                                             |
|  |                                                  |                                                  |                                                  |  |  |                                                  |                                                  |                                                  |  |  |                                                   |                                                   |                                                   |  |  |                                             |                                             |                                             |
|  |                                                  |                                                  |                                                  |  |  |                                                  |                                                  |                                                  |  |  |                                                   |                                                   |                                                   |  |  |                                             |                                             |                                             |
|  |                                                  |                                                  |                                                  |  |  |                                                  |                                                  |                                                  |  |  |                                                   |                                                   |                                                   |  |  |                                             |                                             |                                             |

### PDC Women's Series
De PDC Women's Series is toegankelijk voor alle vrouwen vanaf 16 jaar. De tour bestaat uit 24 toernooien, verdeeld over 6 weekenden.
De top drie van de Women's Series Order of Merit plaatst zich voor het PDC World Darts Championship 2026. De winnaar van de Order of Merit mag ook deelnemen aan de Grand Slam of Darts 2025. De top acht gerangschikte speelsters na de laatste acht events van 2024 en de eerste twaalf events van 2025 kwalificeert zich voor de Women's World Matchplay 2025. In alle gevallen geldt dat als de speler via een andere weg al een plek heeft gekregen, die doorschuift naar de volgende op de ranking.
| #  | Datum                | Plaats                          | Winnaar                     | Legs  | Runner-Up                   | Bron    |
| -- | -------------------- | ------------------------------- | --------------------------- | ----- | --------------------------- | ------- |
| 1  | Zaterdag 15 februari | Leicester, Mattioli Arena       | Lisa Ashton (92.01)         | 5 – 2 | (78.08) Gemma Hayter        | [ 84 ]  |
| 2  | Zaterdag 15 februari | Leicester, Mattioli Arena       | Fallon Sherrock (76.85)     | 5 – 3 | (76.93) Beau Greaves        | [ 85 ]  |
| 3  | Zondag 16 februari   | Leicester, Mattioli Arena       | Beau Greaves (91.42)        | 5 – 1 | (72.75) Robyn Byrne         | [ 86 ]  |
| 4  | Zondag 16 februari   | Leicester, Mattioli Arena       | Beau Greaves (89.77)        | 5 – 4 | (92.93) Gemma Hayter        | [ 87 ]  |
| 5  | Zaterdag 8 maart     | Leicester, Mattioli Arena       | Kirsi Viinikainen (84.89)   | 5 – 2 | (80.60) Fallon Sherrock     | [ 88 ]  |
| 6  | Zaterdag 8 maart     | Leicester, Mattioli Arena       | Beau Greaves (86.88)        | 5 – 1 | (85.15) Lisa Ashton         | [ 89 ]  |
| 7  | Zondag 9 maart       | Leicester, Mattioli Arena       | Beau Greaves (92.78)        | 5 – 0 | (73.78) Katie Sheldon       | [ 90 ]  |
| 8  | Zondag 9 maart       | Leicester, Mattioli Arena       | Beau Greaves (80.41)        | 5 – 1 | (76.20) Robyn Byrne         | [ 91 ]  |
| 9  | Zaterdag 12 april    | Rosmalen, Autotron              | Noa-Lynn van Leuven (78.28) | 5 – 0 | (72.37) Stefanie Lück       | [ 92 ]  |
| 10 | Zaterdag 12 april    | Rosmalen, Autotron              | Noa-Lynn van Leuven (80.41) | 5 – 1 | (67.38) Rhian O'Sullivan    | [ 93 ]  |
| 11 | Zondag 13 april      | Rosmalen, Autotron              | Fallon Sherrock (81.68)     | 5 – 0 | (74.40) Lisa Ashton         | [ 94 ]  |
| 12 | Zondag 13 april      | Rosmalen, Autotron              | Beau Greaves (100.20)       | 5 – 0 | (72.13) Robyn Byrne         | [ 95 ]  |
| 13 | Zaterdag 7 juni      | Milton Keynes, Marshall Arena   | Beau Greaves (89.37)        | 5 – 2 | (84.42) Fallon Sherrock     | [ 96 ]  |
| 14 | Zaterdag 7 juni      | Milton Keynes, Marshall Arena   | Beau Greaves (87.90)        | 5 – 4 | (80.12) Lorraine Winstanley | [ 97 ]  |
| 15 | Zondag 8 juni        | Milton Keynes, Marshall Arena   | Beau Greaves (90.57)        | 5 – 2 | (75.11) Rhian O'Sullivan    | [ 98 ]  |
| 16 | Zondag 8 juni        | Milton Keynes, Marshall Arena   | Beau Greaves (86.88)        | 5 – 1 | (76.88) Lisa Ashton         | [ 99 ]  |
| 17 | Zaterdag 23 augustus | Milton Keynes, Marshall Arena   |                             | –     |                             | [ 100 ] |
| 18 | Zaterdag 23 augustus | Milton Keynes, Marshall Arena   |                             | –     |                             | [ 101 ] |
| 19 | Zondag 24 augustus   | Milton Keynes, Marshall Arena   |                             | –     |                             | [ 102 ] |
| 20 | Zondag 24 augustus   | Milton Keynes, Marshall Arena   |                             | –     |                             | [ 103 ] |
| 21 | Zaterdag 18 oktober  | Wigan, Robin Park Tennis Centre |                             | –     |                             |         |
| 22 | Zaterdag 18 oktober  | Wigan, Robin Park Tennis Centre |                             | –     |                             |         |
| 23 | Zondag 19 oktober    | Wigan, Robin Park Tennis Centre |                             | –     |                             |         |
| 24 | Zondag 19 oktober    | Wigan, Robin Park Tennis Centre |                             | –     |                             |         |

## Wereldwijde Affiliate Tours
Ook deze tours vallen niet onder de PDC Pro Tour. Maar om het overzicht van het grote aantal internationale dartstoernooireeksen te behouden, worden ze in dit artikel opgenomen. De PDC betitelt deze tours als de Global Affiliate Tours. 
Er worden in de dartssport diverse toernooireeksen over de hele wereld gehouden. De PDC is een spil in het geheel, maar organiseert deze niet zelf. Hieronder worden de belangrijkste genoemd.

### Professional Darts Corporation Nordic & Baltic (PDCNB) Tour
Deze tour is toegankelijk voor alle spelers die (minimaal 5 jaar) woonachtig zijn in Denemarken, Estland, IJsland, Finland, Letland, Groenland, Noorwegen, Litouwen, Faeröer en Zweden. 
Op 14 oktober 2024 maakte de PDCNB hun kalender voor 2025 bekend, die uit zes weekends zal bestaan. De top twee van deze Order of Merit kwalificeert zich voor het PDC World Darts Championship 2026, alsook de winnaar van het nieuwe PDC Nordic & Baltic Championship. De top 8 plaatst zich voor de Winmau World Masters.
| #  | Datum                | Plaats                         | Winnaar                    | Legs  | Runner-Up                  | Bron    | Negendarter |
| -- | -------------------- | ------------------------------ | -------------------------- | ----- | -------------------------- | ------- | ----------- |
| 1  | Zaterdag 15 februari | Riga, Bellevue Park Hotel      | Oskar Lukasiak (89.32)     | 6 – 5 | (88.01) Andreas Harrysson  | [ 108 ] |             |
| 2  | Zondag 16 februari   | Riga, Bellevue Park Hotel      | Jonas Masalin (98.28)      | 6 – 5 | (93.19) Teemu Harju        | [ 108 ] |             |
| 3  | Zaterdag 29 maart    | Göteborg, Apple Hotel          | Valters Melderis (94.94)   | 6 – 4 | (91.83) Johan Engström     | [ 109 ] |             |
| 4  | Zondag 30 maart      | Göteborg, Apple Hotel          | Marko Kantele (81.21)      | 6 – 2 | (79.33) Valters Melderis   | [ 109 ] |             |
| 5  | Zaterdag 12 april    | Reykjavik, Bullseye            | Andreas Harrysson (94.84)  | 6 – 5 | (98.93) Marko Kantele      | [ 110 ] |             |
| 6  | Zondag 13 april      | Reykjavik, Bullseye            | Andreas Harrysson (86.03)  | 6 – 2 | (81.53) Oskar Lukasiak     | [ 110 ] |             |
| 7  | Zaterdag 10 mei      | Vääksy, Hotelli Tallukka       | Teemu Harju (93.97)        | 6 – 2 | (90.76) Daniel Larsson     | [ 111 ] |             |
| 8  | Zondag 11 mei        | Vääksy, Hotelli Tallukka       | Darius Labanauskas (97.57) | 6 – 3 | (92.01) Andreas Harrysson  | [ 111 ] |             |
| 9  | Zaterdag 5 juli      | Slangerup, Slangerup Dart Club | Daniel Larsson (93.42)     | 6 – 5 | (87.07) Edwin Torbjörnsson | [ 112 ] |             |
| 10 | Zondag 6 juli        | Slangerup, Slangerup Dart Club | Andreas Harrysson (85.28)  | 6 – 5 | (78.65) Oskar Lukasiak     | [ 112 ] |             |
| 11 | Zaterdag 2 augustus  | Oslo, Olavsgaard Hotel         | Andreas Harrysson (95.76)  | 6 – 4 | (86.13) Oskar Lukasiak     | [ 113 ] |             |
| 12 | Zondag 3 augustus    | Oslo, Olavsgaard Hotel         | Teemu Harju (80.52)        | 6 – 2 | (79.80) Johan Engström     | [ 113 ] |             |

### PDC Asian Tour
De PDC Asian Tour 2025 bestaat uit 24 events verdeeld over 6 weekends. De top vijf van de PDC Asian Tour Order of Merit kwalificeren zich voor het PDC World Darts Championship 2026. De top 8 plaatst zich voor de Winmau World Masters. Mochten (één van) deze spelers zich al via een andere route gekwalificeerd hebben, schuift de plaats op. Na deze tour, van 11 t/m 14 september 2025, wordt het PDC Asian Championship in China gehouden. De finalisten kwalificeren zich voor het PDC World Darts Championship 2026. Mochten (één van) deze spelers zich al via een andere route gekwalificeerd hebben, schuift de plaats op.
| #  | Datum                 | Plaats                                             | Winnaar                     | Legs  | Runner-Up                                    | Bron    |
| -- | --------------------- | -------------------------------------------------- | --------------------------- | ----- | -------------------------------------------- | ------- |
| 1  | Zaterdag 25 januari   | Dubai, Le Méridien Dubai Hotel & Conference Centre | Alexis Toylo (94.08)        | 5 – 3 | (89.22) Tomoya Goto                          | [ 115 ] |
| 2  | Zaterdag 25 januari   | Dubai, Le Méridien Dubai Hotel & Conference Centre | Lourence Ilagan (100.65)    | 5 – 1 | (88.64) Man Lok Leung                        | [ 116 ] |
| 3  | Zondag 26 januari     | Dubai, Le Méridien Dubai Hotel & Conference Centre | Lourence Ilagan (100.22)    | 5 – 2 | (93.65) Paolo Nebrida                        | [ 117 ] |
| 4  | Zondag 26 januari     | Dubai, Le Méridien Dubai Hotel & Conference Centre | Paul Lim (76.60)            | 5 – 2 | (69.71) Dolreich Tongcopanon                 | [ 118 ] |
| 5  | Zaterdag 12 april     | Shizuoka, Twin Messe Shizuoka                      | Motomu Sakai (87.02)        | 5 – 3 | (84.81) Paul Lim                             | [ 119 ] |
| 6  | Zaterdag 12 april     | Shizuoka, Twin Messe Shizuoka                      | Mitsuhiko Tatsunami (90.05) | 5 – 2 | (87.50) Seigo Asada                          | [ 120 ] |
| 7  | Zondag 13 april       | Shizuoka, Twin Messe Shizuoka                      | Man Lok Leung (93.77)       | 5 – 3 | (89.42) Ryusei Azemoto                       | [ 121 ] |
| 8  | Zondag 13 april       | Shizuoka, Twin Messe Shizuoka                      | Keita Ono (99.53)           | 5 – 1 | (91.88) Motomu Sakai                         | [ 122 ] |
| 9  | Zaterdag 3 mei        | Kuala Lumpur, Corus KLCC                           | Reynaldo Rivera (89.41)     | 5 – 4 | (79.76) Abdul Qahar Ukail Hj Shamsul Ariffin | [ 123 ] |
| 10 | Zaterdag 3 mei        | Kuala Lumpur, Corus KLCC                           | Ryusei Azemoto (111.83)     | 5 – 1 | (85.67) Pupo Teng-Lieh                       | [ 124 ] |
| 11 | Zondag 4 mei          | Kuala Lumpur, Corus KLCC                           | Keita Ono (88.22)           | 5 – 2 | (84.85) Tengku Shah                          | [ 125 ] |
| 12 | Zondag 4 mei          | Kuala Lumpur, Corus KLCC                           | Paul Lim (84.78)            | 5 – 4 | (83.03) Ak Muhd Hamdi Bin Pg Masshor         | [ 126 ] |
| 13 | Zaterdag 17 mei       | Ulaanbaatar, Triple Event Hall                     | Motomu Sakai (100.64)       | 5 – 3 | (97.46) Man Lok Leung                        | [ 127 ] |
| 14 | Zaterdag 17 mei       | Ulaanbaatar, Triple Event Hall                     | Motomu Sakai (88.41)        | 5 – 0 | (78.85) Alain Abiabi                         | [ 128 ] |
| 15 | Zondag 18 mei         | Ulaanbaatar, Triple Event Hall                     | Man Lok Leung (97.22)       | 5 – 2 | (81.84) Yuta Hayashi                         | [ 129 ] |
| 16 | Zondag 18 mei         | Ulaanbaatar, Triple Event Hall                     | Alain Abiabi (82.67)        | 5 – 3 | (79.87) Tomoya Goto                          | [ 130 ] |
| 17 | Zaterdag 5 juli       | Singapore, Forest3 Cafe                            | Alexis Toylo (78.78)        | 5 – 3 | (80.24) John Marco Lumilang                  | [ 131 ] |
| 18 | Zaterdag 5 juli       | Singapore, Forest3 Cafe                            | Motomu Sakai (90.03)        | 5 – 3 | (93.66) Alexis Toylo                         | [ 132 ] |
| 19 | Zondag 6 juli         | Singapore, Forest3 Cafe                            | Alexis Toylo (86.51)        | 5 – 1 | (81.74) Christian Perez                      | [ 133 ] |
| 20 | Zondag 6 juli         | Singapore, Forest3 Cafe                            | Paolo Nebrida (88.13)       | 5 – 4 | (85.40) Paul Lim                             | [ 134 ] |
| 21 | Zaterdag 2 augustus   | Manilla, Winford Resort and Casino                 | Lourence Ilagan (88.98)     | 5 – 2 | (85.95) Christian Perez                      | [ 135 ] |
| 22 | Zaterdag 2 augustus   | Manilla, Winford Resort and Casino                 | Ryusei Azemoto (83.59)      | 5 – 2 | (77.52) Alexis Toylo                         | [ 136 ] |
| 23 | Zondag 3 augustus     | Manilla, Winford Resort and Casino                 | Lourence Ilagan (93.94)     | 5 – 0 | (83.54) Takayuki Masatsu                     | [ 137 ] |
| 24 | Zondag 3 augustus     | Manilla, Winford Resort and Casino                 | Alexis Toylo (82.52)        | 5 – 4 | (78.97) Sonny Balagat                        | [ 138 ] |
| 25 | Zaterdag 13 september | Qingdao,                                           |                             | –     |                                              |         |
| 26 | Zaterdag 13 september | Qingdao,                                           |                             | –     |                                              |         |
| 27 | Zondag 14 september   | Qingdao,                                           |                             | –     |                                              |         |
| 28 | Zondag 14 september   | Qingdao,                                           |                             | –     |                                              |         |

### Championship Darts Corporation (CDC) Pro Tour
Deze tour is toegankelijk voor alle spelers uit de Verenigde Staten en Canada. De kalender voor de CDC Tour 2025 werd op 13 januari bekend gemaakt.. De hoogstgeplaatste Amerikaan en Canadees op deze Order of Merit plaatsen zich voor het PDC World Darts Championship 2026, net als de hoogstgeplaatste speler buiten deze twee. De top 8 plaatst zich voor de Winmau World Masters. De CDC organiseert naast deze tour ook het North American Championship en de Continental Cup waarmee plekken voor het PDC World Darts Championship 2026 en de Grand Slam of Darts 2025 te verdienen zijn.
| #  | Datum                 | Plaats                                 | Winnaar                 | Legs  | Runner-Up             | Bron    | Negendarter |
| -- | --------------------- | -------------------------------------- | ----------------------- | ----- | --------------------- | ------- | ----------- |
| 1  | Vrijdag 9 mei         | Niagara Falls, Sheraton Niagara Falls  | Leonard Gates (89.09)   | 7 – 4 | (89.23) David Cameron | [ 140 ] |             |
| 2  | Zaterdag 10 mei       | Niagara Falls, Sheraton Niagara Falls  | Stowe Buntz (89.70)     | 5 – 3 | (86.13) Gary Mawson   | [ 141 ] |             |
| 3  | Zaterdag 7 juni       | Cambridge, Cambridge Newfoundland Club | Adam Sevada (91.55)     | 7 – 5 | (88.01) Stowe Buntz   | [ 142 ] |             |
| 4  | Zondag 8 juni         | Cambridge, Cambridge Newfoundland Club | Adam Sevada (94.41)     | 7 – 3 | (86.36) Stowe Buntz   | [ 143 ] | Stowe Buntz |
| 5  | Zaterdag 12 juli      | Oakbrook Terrace, Holiday Inn Oakbrook | Adam Sevada (85.02)     | 7 – 6 | (81.03) Jim Long      | [ 145 ] |             |
| 6  | Zaterdag 12 juli      | Oakbrook Terrace, Holiday Inn Oakbrook | Adam Sevada (85.59)     | 7 – 5 | (83.54) Doug Boehm    | [ 146 ] |             |
| 7  | Zondag 13 juli        | Oakbrook Terrace, Holiday Inn Oakbrook | Stowe Buntz (92.70)     | 7 – 3 | (81.27) Gary Mawson   | [ 147 ] |             |
| 8  | Vrijdag 1 augustus    | Brownsburg, American Legion Post 331   | Darryl Christie (88.49) | 7 – 5 | (87.30) Jacob Taylor  | [ 148 ] |             |
| 9  | Zaterdag 2 augustus   | Brownsburg, American Legion Post 331   | David Cameron (93.25)   | 5 – 4 | (89.75) Jason Brandon | [ 149 ] |             |
| 10 | Zondag 3 augustus     | Brownsburg, American Legion Post 331   | Stowe Buntz (97.88)     | 7 – 6 | (93.43) Adam Sevada   | [ 150 ] |             |
| 11 | Zaterdag 23 augustus  | Oakbrook Terrace, Holiday Inn Oakbrook |                         | –     |                       | [ 151 ] |             |
| 12 | Zaterdag 23 augustus  | Oakbrook Terrace, Holiday Inn Oakbrook |                         | –     |                       | [ 152 ] |             |
| 13 | Zondag 24 augustus    | Oakbrook Terrace, Holiday Inn Oakbrook |                         | –     |                       | [ 153 ] |             |
| 14 | Vrijdag 19 september  | Brownsburg, American Legion Post 331   |                         | –     |                       |         |             |
| 15 | Zaterdag 20 september | Brownsburg, American Legion Post 331   |                         | –     |                       |         |             |
| 16 | Zondag 21 september   | Brownsburg, American Legion Post 331   |                         | –     |                       |         |             |

### Dart Players Australia (DPA) Tour
De DPA Tour 2025 bestaat uit 18 events verdeeld over 5 weekenden. De laatste drie toernooien van 2024 tellen ook mee voor de ranglijst van dit jaar. De winnaar van deze Order of Merit plaatst zich voor het PDC World Darts Championship 2026. De top 8 plaatst zich voor de Winmau World Masters 2026. De DPA organiseert naast deze tour ook de DPA Oceanic Masters, waarvan de winnaar zich plaatst voor het PDC World Darts Championship 2026.
| #  | Datum                      | Plaats                           | Winnaar                | Legs  | Runner-Up                | Bron    | Negendarter |
| -- | -------------------------- | -------------------------------- | ---------------------- | ----- | ------------------------ | ------- | ----------- |
| 1  | Zaterdag 14 september 2024 | Wollongong, Fraternity Club      | James Bailey (85.46)   | 6 – 4 | (85.66) Joe Comito       | [ 155 ] |             |
| 2  | Zaterdag 14 september 2024 | Wollongong, Fraternity Club      | Joe Comito (85.29)     | 6 – 4 | (85.21) Danny Porter     | [ 156 ] |             |
| 3  | Zondag 15 september 2024   | Wollongong, Fraternity Club      | Joe Comito (93.39)     | 3 – 1 | (85.61) Stuart Coburn    | [ 157 ] |             |
| 4  | Zaterdag 22 februari       | Albury, Commercial Club          | Brody Klinge (88.33)   | 6 – 3 | (84.60) Koha Kokiri      | [ 158 ] |             |
| 5  | Zaterdag 22 februari       | Albury, Commercial Club          | Darren Penhall (75.15) | 6 – 0 | (66.33) James Bailey     | [ 159 ] |             |
| 6  | Zondag 23 februari         | Albury, Commercial Club          | Brody Klinge (81.04)   | 3 – 0 | (80.37) Danny Porter     | [ 160 ] |             |
| 7  | Zaterdag 5 april           | Bunbury, Italian Club            | Stuart Coburn (83.87)  | 6 – 5 | (82.94) Joe Comito       | [ 161 ] |             |
| 8  | Zaterdag 5 april           | Bunbury, Italian Club            | Stuart Coburn (80.39)  | 6 – 5 | (82.84) Joe Comito       | [ 162 ] |             |
| 9  | Zondag 6 april             | Bunbury, Italian Club            | James Bailey (82.07)   | 3 – 2 | (79.76) Joe Comito       | [ 163 ] |             |
| 10 | Zaterdag 14 juni           | Albury, Commercial Club          | Gordon Mathers (75.94) | 6 – 5 | (79.19) Brody Klinge     | [ 164 ] |             |
| 11 | Zaterdag 14 juni           | Albury, Commercial Club          | Brody Klinge (88.98)   | 6 – 1 | (81.05) Brandon Weening  | [ 165 ] |             |
| 12 | Zondag 15 juni             | Albury, Commercial Club          | Brody Klinge (92.31)   | 3 – 0 | (79.38) Keith Charchalis | [ 166 ] |             |
| 13 | Zaterdag 12 juli           | Shellharbour, Warilla Bowls Club | Joe Comito (89.68)     | 6 – 4 | (84.17) Tim Pusey        | [ 167 ] |             |
| 14 | Zaterdag 12 juli           | Shellharbour, Warilla Bowls Club | Tim Pusey (85.26)      | 6 – 5 | (83.79) Brandon Weening  | [ 168 ] |             |
| 15 | Zondag 13 juli             | Shellharbour, Warilla Bowls Club | Tim Pusey (88.26)      | 3 – 0 | (88.19) Joe Comito       | [ 169 ] |             |
| 16 | Zaterdag 13 september      | Albury, Commercial Club          |                        | –     |                          |         |             |
| 17 | Zaterdag 13 september      | Albury, Commercial Club          |                        | –     |                          |         |             |
| 18 | Zondag 14 september        | Albury, Commercial Club          |                        | –     |                          |         |             |

### Dart Players New Zealand (DPNZ) Tour
De DPNZ Tour 2025 bestaat uit 12 events verdeeld over 6 weekends, waarvan 8 events al bekend zijn gemaakt. De top 8 van deze Order of Merit plaatst zich voor de Winmau World Masters 2026. De DNZ organiseert naast deze tour ook de DPNZ Winmau 2025 Top 16 Play-offs, waarvan de winnaar zich plaatst voor het PDC World Darts Championship 2026.
| #  | Datum                 | Plaats                                                | Winnaar               | Legs  | Runner-Up                   | Bron    | Negendarter |
| -- | --------------------- | ----------------------------------------------------- | --------------------- | ----- | --------------------------- | ------- | ----------- |
| 1  | Zaterdag 15 februari  | Wellington, Kapi Mana                                 | Mark Cleaver (73.60)  | 7 – 2 | (62.10) Jaymie Hilton-Jones | [ 170 ] |             |
| 2  | Zondag 16 februari    | Wellington, Kapi Mana                                 | Mark Cleaver (73.22)  | 7 – 5 | (68.11) Jaymie Hilton-Jones | [ 171 ] |             |
| 3  | Zaterdag 22 maart     | Christchurch, Canterbury & Suburban Darts Association | John Hurring (85.90)  | 7 – 6 | (80.14) Ben Robb            | [ 172 ] |             |
| 4  | Zondag 23 maart       | Christchurch, Canterbury & Suburban Darts Association | John Hurring (88.72)  | 7 – 5 | (88.68) Ben Robb            | [ 173 ] |             |
| 5  | Zaterdag 26 april     | Nelson, Sun City Darts                                | Jack Sheppard (84.20) | 7 – 4 | (79.68) Charles Hautapu     | [ 174 ] |             |
| 6  | Zondag 27 april       | Nelson, Sun City Darts                                | Jonny Tata (95.47)    | 7 – 4 | (86.78) Haupai Puha         | [ 175 ] |             |
| 7  | Zaterdag 24 mei       | Hamilton, River City Darts Club                       | Haupai Puha (85.40)   | 7 – 2 | (83.25) John Hurring        | [ 176 ] |             |
| 8  | Zondag 25 mei         | Hamilton, River City Darts Club                       | Jonny Tata (87.68)    | 7 – 0 | (79.43) Mark Cleaver        | [ 177 ] |             |
| 9  | Zaterdag 13 september | Auckland, Howick Club                                 |                       | –     |                             |         |             |
| 10 | Zondag 14 september   | Auckland, Howick Club                                 |                       | –     |                             |         |             |
| 11 | Zaterdag 4 oktober    | Auckland, Howick Club                                 |                       | –     |                             |         |             |
| 12 | Zondag 5 oktober      | Auckland, Howick Club                                 |                       | –     |                             |         |             |

### African Continental Tour (ACT)
De winnaar van deze Order of Merit plaatst zich voor het PDC World Darts Championship 2026.
| # | Datum            | Plaats                        | Winnaar                | Legs  | Runner-Up                  | Bron    |
| - | ---------------- | ----------------------------- | ---------------------- | ----- | -------------------------- | ------- |
| 1 | 7 - 9 februari   | Port Elizabeth, SUN Boardwalk | Stefan Vermaak (75.45) | 8 – 6 | (76.42) Devon Petersen     | [ 178 ] |
| 2 | 4 - 6 april      | Kimberley, Flamingo Casino    | Simon Adams (71.65)    | 8 – 6 | (70.90) Dean Naude         | [ 179 ] |
| 3 | 20 - 22 juni     | Walvisbaai, Community Hall    | Graham Filby (77.13)   | 8 – 5 | (77.57) Cameron Carolissen | [ 180 ] |
| 4 | 29 - 31 augustus | Gaborone                      |                        | –     |                            |         |

### Championship Darts Latin America & Caribbean (CDLC) Tour
Deze tour is toegankelijk voor alle spelers uit Antigua en Barbuda, Argentinië, Aruba, Bahama's, Barbados, Belize, Bolivia, Brazilië, Kaaimaneilanden, Chili, Colombia, Costa Rica, Cuba, Curaçao, Dominica, Dominicaanse Republiek, El Salvador, Granada, Guyana, Haïti, Honduras, Jamaica, Mexico, Nicaragua, Panama, Paraguay, Peru, Saint Kitts en Nevis, Saint Lucia, Saint Martin, Saint Vincent en de Grenadines, Suriname, Trinidad en Tobago, Turks- en Caicoseilanden, Uruguay, Venezuela. 
De kalender voor de CDLC Tour 2025 werd op 13 januari bekend gemaakt. De winnaar van deze Order of Merit plaatst zich voor het PDC World Darts Championship 2026.
| # | Datum              | Plaats                       | Winnaar                    | Legs  | Runner-Up                 | Bron    |
| - | ------------------ | ---------------------------- | -------------------------- | ----- | ------------------------- | ------- |
| 1 | Zaterdag 26 april  | Panama-Stad, Hotel El Panamá | Jesús Rubén Salate (71.84) | 6 – 5 | (72.47) Sudesh Fitzgerald | [ 182 ] |
| 2 | Zondag 27 april    | Panama-Stad, Hotel El Panamá | Rashad Sweeting (81.98)    | 6 – 0 | (55.17) Jonathon Heron    | [ 183 ] |
| 3 | Zaterdag 26 juli   | Freeport                     | Jesús Rubén Salate (77.96) | 6 – 1 | (73.82) Norman Madhoo     | [ 184 ] |
| 4 | Zondag 27 juli     | Freeport                     | Rashad Sweeting (86.08)    | 6 – 3 | (82.11) Norman Madhoo     | [ 185 ] |
| 5 | Zaterdag 4 oktober | Santiago, Hotel Torremayor   |                            | –     |                           |         |
| 6 | Zondag 5 oktober   | Santiago, Hotel Torremayor   |                            | –     |                           |         |

### World Championship International Qualifiers
| Datum               | Toernooi                                   | Plaats                      | Winnaar                   | Score | Runner-Up               | Bron    |
| ------------------- | ------------------------------------------ | --------------------------- | ------------------------- | ----- | ----------------------- | ------- |
| Zaterdag 12 april   | CDC Cross-Border Darts Challenge           | Simi Valley, Hitkor         | Leonard Gates (98.42)     | 7 – 4 | (93.33) Jeff Smith      |         |
| Zaterdag 28 juni    | PDC North American Championship            | New York, Hulu Theater      | Matt Campbell (a) (85.76) | 6 – 3 | (80.86) Jim Long        | [ 186 ] |
| Zondag 27 juli      | Women's World Matchplay                    | Blackpool, Winter Gardens   | Lisa Ashton (85.49)       | 6 – 5 | (89.61) Fallon Sherrock | [ 187 ] |
| augustus            | PDC China Championship                     | Vlag van China              |                           | –     |                         |         |
| september           | PDJ Japan Tour Final                       | Vlag van Japan              |                           | –     |                         |         |
| september           | African Qualifier                          |                             |                           | –     |                         |         |
| oktober             | CDC Continental Cup                        |                             |                           | –     |                         |         |
| oktober             | DPNZ Qualifier                             | Vlag van Nieuw-Zeeland      |                           | –     |                         |         |
| oktober             | DPA Oceanic Masters                        |                             |                           | –     |                         |         |
| oktober             | PDC Asian Championship                     |                             |                           | –     |                         |         |
| oktober             | Indian Qualifier                           | Vlag van India              |                           | –     |                         |         |
| november            | PDC Europe Super League                    | Vlag van Duitsland          |                           | –     |                         |         |
|                     | PDC Europe Netherlands & Belgium Qualifier |                             |                           | –     |                         |         |
|                     | PDC Europe Mediterranean Qualifier         |                             |                           | –     |                         |         |
|                     | PDC Europe South-East Europe Qualifier     |                             |                           | –     |                         |         |
|                     | PDC Europe Czechia Qualifier               | Vlag van Tsjechië           |                           | –     |                         |         |
|                     | PDC Europe Polish Qualifier                | Vlag van Polen              |                           | –     |                         |         |
|                     | DACH Super League                          |                             |                           | –     |                         |         |
|                     | Hungarian Super League                     | Vlag van Hongarije          |                           | –     |                         |         |
|                     | PDC UK & Ireland Qualifier                 |                             |                           | –     |                         |         |
| Zondag 23 november  | PDC World Youth Championship               | Minehead, Butlin's Minehead |                           | –     |                         |         |
| Maandag 24 november | PDC Tour Card Holder Qualifier             | Leicester, Mattioli Arena   |                           | –     |                         |         |
| Maandag 24 november | PDC Tour Card Holder Qualifier             | Leicester, Mattioli Arena   | –                         |       |                         |         |
| Maandag 24 november | PDC Tour Card Holder Qualifier             | Leicester, Mattioli Arena   | –                         |       |                         |         |
| Maandag 24 november | PDC Tour Card Holder Qualifier             | Leicester, Mattioli Arena   | –                         |       |                         |         |

 (a): Doordat Matt Campbell in het bezit is van een tourkaart en aan het begin van het seizoen in de top 64 van de PDC Order of Merit stond, kon hij zich niet op deze manier kwalificeren voor het PDC World Darts Championship.

2004 · 2005 · 2006 · 2007 · 2008 · 2009 · 2010 · 2011 · 2012 · 2013 · 2014 · 2015 · 2016 · 2017 · 2018 · 2019 · 2020 · 2021 · 2022 · 2023 · 2024 · 2025